# Bettertonita
La bettertonita és un mineral de la classe dels arsenats. Rep el nom en honor de John Betterton (Londres, 1959), geòleg i mineralogista del museu educatiu Haslemere, a Surrey, Anglaterra, per les seves extenses contribucions a la caracterització de minerals de la mina de Penberthy Croft durant més de 30 anys.

## Característiques
La bettertonita és un arsenat de fórmula química [Al₆(AsO₄)₃(OH)9(H₂O)₅]·11H₂O. Va ser aprovada com a espècie vàlida per l'Associació Mineralògica Internacional l'any 2014. Cristal·litza en el sistema monoclínic. Presenta un nou tipus d'estructura, estretament relacionada amb la de la penberthycroftita, sent ambdues estructures de tipus "capes flexibles", que comprenen columnes de heteropoliedres vinculades a les cantonades. Químicament és similar a la liskeardita. Es transforma a penberthycroftita a temperatures relativament baixes.
Els exemplars que van servir per a determinar l'espècie, el que es coneix com a material tipus, es troben conservats a la col·lecció mineralògica del Museu de Victoria, a Melbourne (Austràlia), amb el número de registre m53274, i al Museu d'Història Natural de Londres, a Anglaterra, amb el número de registre bm2014,100.

## Formació i jaciments
Va ser descoberta a la mina Penberthy Croft, situada a la localitat de St Hilary, al districte de Mount's Bay, a Cornualla, Anglaterra. Es tracta de l'únic indret de tot el planeta on ha estat descrita aquesta espècie mineral.